# Current Alzheimer Research
Current Alzheimer Research è una rivista medica sottoposta a revisione paritaria che tratta di neurobiologia, genetica, patogenesi e strategie di trattamento della malattia di Alzheimer.
La periodicità di pubblicazione è di 14 numeri/anni.

## Indicizzazione
Gli abstract e gli articoli della rivista sono indicizzati da:
- Chemical Abstracts
- MEDLINE/Index Medicus
- PsycINFO
- BIOSIS Previews
- Science Citation Index Expanded
- Neuroscience Citation Index
- Scopus
- EMBASE
- BIOBASE

Secondo il Journal Citation Reports, Current Alzheimer Research ha ricevuto un fattore di impatto per il 2019 di 3,047, collocandosi al 65º posto fra 197 riviste presenti nella categoria "Neurologia clinica".

## Articoli notevoli
Esempi presenti su it.wiki
- Suzanne M. de la Monte, Brain insulin resistance and deficiency as therapeutic targets in Alzheimer's disease, in Current Alzheimer Research, vol. 9, n. 1, 1º gennaio 2012,  pp. 35–66, DOI:10.2174/156720512799015037, ISSN 1875-5828 (WC · ACNP), PMID 22329651. (biochimica della malattia di Alzheimer)
- Aisen PS, Gauthier S, Vellas B, Briand R, Saumier D, Laurin J, Garceau D, Alzhemed: a potential treatment for Alzheimer's disease, in Current Alzheimer Research, vol. 4, n. 4, 2007,  pp. 473–8, DOI:10.2174/156720507781788882, PMID 17908052. (omotaurina)
- John Polich and Jody Corey-Bloom, Alzheimer's Disease and P300: Review and evaluation of Task and Modality. Current Alzheimer Research, 2005, 2, 515-525 (potenziale evento-correlato)